# Station Aachen Süd
Station Aachen Süd (Duits: Bahnhof Aachen Süd voor 1925 Bahnhof Ronheide) was een spoorwegstation voor personen en goederen in de wijk Ronheide van de Duitse stad Aken. Het station lag aan de lijn Köln - Aachen en was na 1918 het grensstation met België. Vlakbij het voormalige station ligt ook de jeugdherberg Colijnshof.